# Điền Môn
Điền Môn là một xã ven biển thuộc huyện Phong Điền, tỉnh Thừa Thiên Huế, Việt Nam.

## Địa lý
Xã Điền Môn có diện tích 16,43 km², dân số năm 2022 là 3.495 người, mật độ dân số đạt 212 người/km².

## Hành chính
Xã Điền Môn được chia thành 3 thôn: Kế Môn 1, Kế Môn 2, Vĩnh Xương.

## Lịch sử
Ngày 12 tháng 1 năm 1984, Hội đồng Bộ trưởng ban hành Quyết định số 7-HĐBT về việc sáp nhập thôn Trung Hải của xã Phong Hải vào xã Điền Môn.